# Jared Rushton
Jared Michael Rushton (Provo (Utah), 3 maart 1974) is een Amerikaans acteur en muzikant.

## Biografie
Rushton was vooral actief als acteur in de jaren tachtig en negentig, tegenwoordig speelt hij gitaar in de rockband Deal by Dusk

## Filmografie

### Films
- 1994 The Yarn Princess – als Peter Thomas
- 1992 Pet Sematary II – als Clyde Parker
- 1990 ...Where's Rodney? – als Rodney Barnes
- 1990 A Cry in the Wild – als Brian
- 1989 Honey, I Shrunk the Kids – als Ronald Thompson
- 1988 Big – als Billy
- 1988 Lady in White – als Donald
- 1987 Overboard – als Charlie Proffitt
- 1987 Top Kids – als Peter

### Televisieseries
Uitgezonderd eenmalige gastrollen.
- 1996 Dead Man's Walk – als Wesley Buttons – 2 afl.
- 1988-1989 Roseanne – als Chip Lang – 3 afl.

- Library of Congress Control Number: no98069853
- Virtual International Authority File: 51306573
- WorldCat: E39PBJv4k68GDY8VjBxMrp6kDq